# Augastes lumachella
El colibrí lumaquela o colibrí bronce de cara verde (Augastes lumachella), es una especie de ave apodiforme de la familia Trochilidae, una de las dos pertenecientes al género Augastes. Es endémica del noreste de Brasil.

## Distribución y hábitat
Se encuentra únicamente en las mesetas montanas del noreste de Brasil del centro de Bahía, entre Morro do Chapéu, Andarai y Barra da Estiva.
Esta especie es considerada localmente común en sus hábitats naturales, los campos rupestres entre 950 y 1600 m de altitud, donde predominan cactáceas, bromélias, orquídeas y veloziáceas.

## Estado de conservación
El colibrí lumaquela ha sido calificado como casi amenazado por la Unión Internacional para la Conservación de la Naturaleza (IUCN) debido a que su pequeña zona de distribución y su población, estimada entre 35 000 y 100 000 individuos maduros, se presumen estar en decadencia como resultado de las quemadas fuera de control de su hábitat. 

## Descripción
El macho mide 10,1 cm de longitud y la hembra 8,9 cm. Ambos pesan alrededor de 4 g. El pico es negro, recto y mide 19,2 mm. El macho presenta color verde dorado brillante en la frente, el mentón y la garganta, la cual tiene en la base una línea pectoral blanca con un corbatín rojo rubí en el centro. La corona y las mejillas y los lados del cuello son negro terciopelo con tonos azulados. Las partes superiores e inferiores y los élitros son de color verde dorado brillante. Las alas son de color negro y morado; bajo rojo cobrizo; las cubiertas superiores de la cola son de color azul verdoso. Las patas son de color negro.
La hembra es de color ligeramente más pálido. Las corona, el dorso y la nuca son verde azulado; las mejillas, el mentón, los lados del cuello y la garganta son de color gris a marrón; en la parte inferior y debajo de la cola el blanco y el gris se mezclan. Las plumas de la cola son de color rojo dorado, con las plumas externas de color gris.

## Reproducción
Construye un nido a una altura del suelo de 60 a 100 cm, con forma de copa cónica muy abierta arriba, utilizando fragmentos de cactus, hojas, telarañas y musgo. El nido se ve de color gris amarillento a gris.

## Sistemática

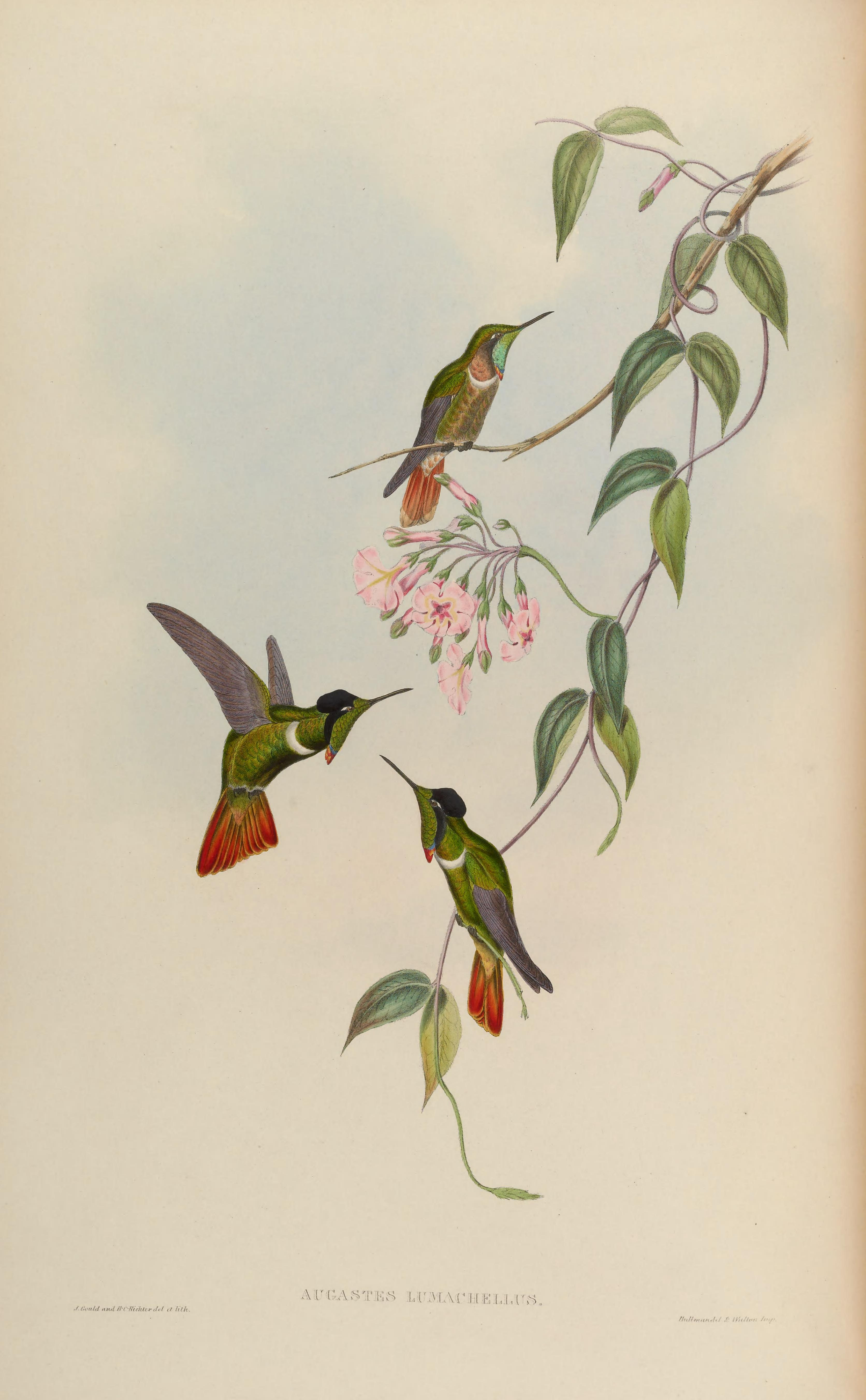
Augastes lumachellus, ilustración de Gould y Richter en A monograph of the Trochilidae, or family of humming-birds vol. 4, 1861.

### Descripción original
La especie A. lumachella fue descrita por primera vez por el ornitólogo francés René Primevère Lesson en 1839 bajo el nombre científico Ornismya lumachella; su localidad tipo es: «Bahía, Brasil».

### Etimología
El nombre genérico masculino «Augastes» proviene de la palabra del griego «augastēs» que significa ‘luminoso’, ‘radiante’; y el nombre de la especie «lumachella», proviene del italiano y se refiere a un tipo de ‘mármol de fuego’ que irradia reflejos de fuego; un calcario oscuro que contiene conchas que emiten reflejos de fuego.

### Taxonomía
Ya fue erradamente nombrada como lumachellus, pero como el nombre proviene del italiano, permanece invariable en la nomenclatura científica. Es monotípica.